# MegaRace 2
MegaRace 2 é um jogo de corrida desenvolvido pelo Cryo Interactive em 31 de agosto de 1996 para PC.
É continuação de MegaRace.